# Ден Джойї
Ден Джойї (англ. Dan Joye; 19 лютого 1985, Сан-Томе, Венесуела) — американський саночник, який виступає в санному спорті на професійному рівні з 2004 року. Дебютував в національній команді, як учасник зимових Олімпійських ігор в 2006 році, коли він з іншим напарником посів 8 місце, а в 2010 році в Ванкувері добився 6 місця. Входить до числа 10 найкращих саночників світу, а в парному розряді виступає разом з саночником Крістіаном Ніккамом, на світових форумах саночників починає підбиратися до п'єдесталу пошани.